# Restricció calòrica
La restricció calòrica (RC) és la pràctica de limitar la ingesta energètica procedent de la dieta en l'esperança que millorarà la salut i retardarà l'envelliment. En subjectes humans, la RC ha demostrat reduir el colesterol, la glucosa en dejú i la pressió sanguínia. Alguns consideren que això és un biomarcador de l'envelliment, ja que existeix una correlació entre aquests marcadors i el risc de malalties associades a l'envelliment. Excepte per les mosques domèstiques, les espècies animals examinades fins ara en exposar-les a RC, inclosos els primats, les rates, ratolins, aranyetes, Drosophila, Caenorhabditis elegans i rotífers, han mostrat un augment de la longevitat. La RC és l'única mesura dietètica capaç d'augmentar la longevitat màxima, com a oposat de la longevitat mitjana. En la RC, la ingesta energètica es minimitza, encara que s'efectua amb les suficients quantitats de vitamines, minerals i altres nutrients importants que han de ser consumits. Per donar èmfasi a les diferències entre la RC i una mera restricció d'aliment, sovint ens referim a la RC mitjançant un munt d'altres noms com CRON o CRAN (restricció calòrica amb una nutrició òptima/adequada), o la dieta (Alta- baixa) alta en tots els nutrients excepte en calories, en la qual és "baixa". Altres noms de la dieta emfatitzen la seva meta, com el de RCL (restricció calòrica per a la longevitat, o simplement la dieta de la longevitat, com recentment va publicar un llibre.

## Història de les investigacions
el 1934, Clive McCay i Mary Crowell de la Universitat Cornell van observar que les rates de laboratori alimentades amb una dieta fortament reduïda en calories mentre es mantenien els nutrients vitals augmentaven la seva longevitat en dues vegades més del que s'esperava. Aquests descobriments van ser examinats en detall per una sèrie d'experiments amb ratolins dirigits Roy Walford i el seu alumne Richard Weindruch. El 1986 Weindruch informar que la restricció de la ingesta calòrica dels ratolins de laboratori incrementava proporcionalment la seva longevitat en comparació amb un grup de ratolins amb una dieta normal. Aquests mantenien aparences juvenils i perllongaven els seus nivells d'activitat i mostraven retard en l'aparició de malalties associades a l'envelliment. Els resultats dels molts experiments realitzats per Walford i Weindruch es resumeixen en el seu llibre retardant l'envelliment i la malaltia mitjançant la restricció de la dieta "(1988) ISBN 0-398-05496-7
Els descobriments van ser acceptats des de llavors i generalitzats a un ampli rang d'animals. Els investigadors han investigat la possibilitat de vincles fisiològics paral·lels en humans (vegeu Roth i altres més avall). Mentrestant, molta gent ha adoptat independentment la pràctica de la restricció calòrica d'alguna manera, en l'esperança d'adquirir els beneficis esperats. Entre els més notables estan els membres de la Societat per a la restricció calòrica.
Per comprovar el seu efecte en éssers humans es van dur a terme assajos a la Universitat de Washington en 2002 amb 30 participants. El Dr Luigi Fontana, investigador clínic va dir que semblava que els participants envellien més lentament que la resta de nosaltres "Començant per la pressió sanguínia sistòlica-deia-que normalment amb l'edat amb fiabilitat, en part perquè les artèries s'endureixen. En el meu grup, l'edat mitjana és 55 i la pressió sistòlica mitjana és 110: aquests són els nivells als 20 anys. "
"Per descomptat, no et puc dir si els meus subjectes viuran fins als 130. Ni tampoc res de molts factors incontrolables que afecten a la durada de la vida. No tinc evidències suficients per provar que aquestes persones envelleixen més lentament, però això sembla."

Un estudi dirigit per l'Institut Sal d'Estudis Biològics i publicat a la revista Nature al maig de 2007 va determinar que el gen PHA-4 és responsable de la longevitat sota l'efecte de la restricció calòrica en animals, esperant resultats similars en humans.
El descobriment ha donat esperances per a la síntesi de futurs fàrmacs que incrementin la longevitat humana estimulant els efectes de la restricció calòrica. No obstant això, el biòleg del MIT Leonard Guarente va advertir que el "tractament no ha de ser un substitut d'un estil de vida saludable. A més s'ha d'anar al gimnàs".

## Efectes de la restricció calòrica en diferents organismes

### Primats
Els investigadors de la Facultat de Medicina Mont Sinaí de Nova York van trobar que els micos esquirols sotmesos a una dieta de restricció calòrica de per vida tenien menys probabilitats de desenvolupar canvis semblants a l'Alzheimer en els seus cervells en comparació d'aquells alimentats amb una dieta normal. Com que els micos esquirol tenen una longevitat relativament gran, les conclusions definitives referent a si envelleixen o no més lentament encara no estan disponibles.
El 1989 va començar un estudi amb micos resus a la Universitat de Wisconsin. Els resultats preliminars van mostrar nivells d'insulina i glucosa en dejú menors així com una major sensibilitat a la insulina i perfils de lipoproteïnes de baixa densitat associats amb un menor risc d'aterogènesi en els animals que havien estat sotmesos a restricció dietètica.

### Rates
Fa setanta anys, McCay Mc i altres van descobrir que reduint la quantitat de calories que se'ls subministrava a rates gairebé es doblava la seva longevitat. En els últims setanta anys els científics han proposat hipòtesi per explicar-ho. Algunes de les explicacions serien la reducció de divisions cel·lulars, menors taxes metabòliques i la reducció de la producció de radicals lliures generats per metabolisme. Recentment, el professor de Hardvard David Sinclair ha dirigit una investigació que proporciona una nova explicació per a l'augment de la longevitat produït per la restricció calòrica. Implica l'activació d'un gen anomenat SIRT1. Quan l'activitat del gen SIRT1 s'incrementa per manipulació genètica, la restricció calòrica no produeix cap augment. Quan s'elimina el gen SIRT1 també s'elimina qualsevol efecte de la restricció calòrica. S'ha demostrat que el resveratrol incrementa l'activitat del gen SIRT1 la mateixa manera que ho fa la restricció calòrica. Quan el resveratrol incrementa la longevitat dels subjectes, la restricció calòrica no pot augmentar-la. Aquesta recerca s'ha dut a terme en llevats i invertebrats, no en rates. Actualment, l'activitat del gen SIRT1 no s'ha pogut incrementar en rates per manipulació genètica.

### Drosophila
Un treball publicat el 2003 per Mair i altres va mostrar que la restricció calòrica té efectes instantanis sobre les taxes de mortalitat en les mosques de la fruita de qualsevol edat.

### Caenorhabditis elegans

El cuc C. elegans és un organisme model que ha estat àmpliament utilitzat en la investigació de la biologia de l'envelliment, especialment en assajos sobre la restricció calòrica.

Investigacions recents en un petit cuc anomenat Caenorhabditis elegans ha mostrat que la restricció del metabolisme de la glucosa allarga la longevitat augmentant l'estrès oxidatiu fins a provocar un augment de la resistència contra aquest, en un procés anomenat mitohormesis.

## Per què augmenta la restricció calòrica la longevitat?
Hi ha moltes teories sobre com funciona la RC i moltes d'elles s'han quedat en desús o s'ha provat la seva falsedat. Entre aquestes tenim la de la reducció de la taxa metabòlica basal, la del retard del desenvolupament, la del control de la golafreria dels animals i la del descens en la producció de glucocorticoide s.

### Mito-hormesi
Un petit nombre d'investigadors en el camp de la restricció calòrica proposen ara una nova teoria coneguda com la de la hipòtesi hormética de la RC, també coneguda com a hipòtesi mitohormética de la CR a causa de la probable implicació dels mitocondris en el mecanisme. A principis dels anys 40 Southam & Ehrlich, 1943 van publicar que un extracte d'escorça del qual se sabia que inhibia el creixement fúngic, realment estimulava el creixement quan se subministrava a concentracions molt baixes. Van encunyar el terme hormesi per descriure les accions beneficioses que resultaven de la resposta d'un organisme a estressants biològics de baixa intensitat. La paraula hormesi deriva del verb grec ορμω, que significa excitar (és la mateixa arrel de la paraula hormona).
La hipòtesi de la mitohormesi proposa que la dieta imposa un estrès biològic de baixa intensitat a l'organisme, la qual cosa suscita una resposta de defensa que ajuda a protegir-lo contra les causes de l'envelliment. En altres paraules, la RC posa a l'organisme en un estat defensiu tal que li permet sobreviure a les condicions adverses i això produeix una millora de la salut i allarga la vida. Aquest canvi a un estat defensiu pot estar controlat pels gens de la longevitat (vegeu més avall).
Encara que la hipòtesi de la mitohormesi va ser un concepte purament hipotètic fins a finals de 2007, un treball recent dut a terme pel grup de Michael Ristow en Caenorhabditis elegans ha posat de manifest que la restricció del metabolisme de la glucosa augmenta la longevitat augmentant en principi l'estrès oxidatiu fins a exercir un augment de la resistència contra l'estrès oxidatiu. Aquesta és probablement la primera prova experimental que demostra que la hormesi és una causa primordial de l'augment de la longevitat que resulta de la RC.

### Senyalització de la Insulina
Els primers treballs en C. elegans (vegeu Cynthia Kenyon) i investigacions més recents en ratolins suggereixen que (vegeu Matthias Bluher, C. Ronald Kahn, Barbara B. Kahn, i altres) no és només la reducció de la ingesta calòrica el que influencia la longevitat. Això s'ha realitzat mitjançant l'estudi d'animals que tenen el seu metabolisme canviat per reduir l'activitat de la insulina o elements que estan corrent a baix de la transducció del seu senyal, retenint en conseqüència la feblesa dels animals dels seus primers estudis. Es va observar que aquests animals poden tenir una ingesta normal, però tenen un increment de la longevitat similar. Això suggereix que la longevitat s'incrementa en els organismes que poden mantenir-se prims mentre puguin evitar una acumulació excessiva de teixit adipós. Si això pogués efectuar-se sense disminuir la ingesta (com en alguns tipus minoritaris d'alimentació, com la dieta amb aliment viu o la de Joel Fuhrman), llavors la "dieta d'inanició" anticipada com un requisit impossible pels primers investigadors deixa de ser una precondició per augmentar la longevitat.
La projecció amb la qual es poden aplicar aquests descobriments a la nutrició humana ia la longevitat està, com es dirà més endavant, investigant. Un article en PNAS, 2003 mostrava que els que practicaven una dieta de RC tenien una millor salut cardiovascular (PMID: 15.096.581). També es troba en desenvolupament la creació d'intervencions que mimetitzen la restricció calòrica.

### Sir2/SIRT1
El Sir2 o "regulador silent d'informació 2" és un gen de longevitat descobert en el llevat de la cervesa que augmenta la longevitat suprimint la inestabilitat de l'ADN (vegeu Sinclair i Guarente, Cell, 1997). En mamífers el Sir2 es coneix com a SIRT1. Recents descobriments han suggerit que el gen Sir2 pot estar en el mecanisme subjacent de la RC. Al llevat l'enzim Sir2 s'activa per RC, la qual cosa condueix a un augment de la longevitat del 30%. David Sinclair de la Facultat de Medicina de Harvard, va mostrar que en mamífers el gen SIRT1 s'activa mitjançant una dieta de RC, i aquest protegeix les cèl·lules de morir per estrès. Un article d'un exemplar de juny de 2004 de la revista Nature exposava que el SIRT1 allibera àcids grassos de les cèl·lules en què s'emmagatzema. El laboratori de Sinclair va informar que havia trobat petites molècules, com el resveratrol que activaven Sir2/SIRT1 i augmentaven la longevitat dels llevats, nemàtodes, i mosques de la fruita, i la de ratolins que consumeixen una dieta hipercalòrica. Un grup italià encapçalat per Antonio Cellerino va mostrar que el resveratrol augmentava la longevitat d'un peix a un 59%. En els estudis sobre llevats, cucs i mosques el resveratrol no augmenta la longevitat si el gen Sir2 està mutat. Un grup d'investigadors liderat per Matthew Kaeberlein i Brian Kennedy (que igual que Sinclair van aprendre en el laboratori de L. Guarente) de la Universitat de Washington a Seattle pensaven que els treballs de Sinclair amb el resveratrol eren artefactes i que el gen Sir2 no tenia rellevància per a la RC.
Guarente ha publicat recentment un article en el qual posa de manifest que el comportament associat amb la restricció calòrica no es dona quan un ratolí KO per al SIRT1 es sotmet a una dieta de restricció calòrica, la qual cosa implica que aquest gen és necessari per als efectes que produeixen la restricció calòrica. No obstant això aquest paper que també s'ha atribuït a paràmetres bioquímics dels quals es pensa que intervenen en l'efecte aumentante de la longevitat (baixos nivells d'insulina, IGF i dejuni de glucosa), no canviaven en ratolins normals i en els que no tenien SIRT1. No es va informar en aquest estudi de si l'efecte sobre la RC era encara evident en els Ratolins amb SIRT1 noquejat.

## DHEA
La dehidroepiandrosterona (DHEA) és una prohormona endògena precursor dels andrògens i estrògens. Entre moltes altres utilitats, se sap que és eficaç en la prevenció de l'envelliment i com a estimulant sexual.
Encara que s'ha vist que la restricció calòrica augmenta la DHEA en primats, no s'ha vist que ho faci en els individus post-pubescents.

### Radicals lliures i glicació
Dues teories importants de l'envelliment són la Teoria dels radicals lliures i la Teoria de la glicació, podent explicar ambdues el mecanisme de funcionament de la RC. Amb grans quantitats d'energia disponible, els mitocondris no funcionen molt eficientment i generen més superòxid. En situació de restricció calòrica es conserva l'energia i es generen menys radicals lliures. Un organisme en restricció calòrica tindria menys contingut gras i necessitaria menys energia per mantenir el seu pes, la qual cosa significa també que necessitaria tanta menys glucosa en el torrent sanguini. Menys glucosa en sang significa menys glicació de les proteïnes adjacents i menys greix que oxidar en el torrent sanguini que pugui provocar ateroesclerosi. Els diabètics que pateixen diabetis mellitus tipus 2 tenen insensibilitat a la insulina provocada per exposició a llarg termini a alts nivells de glucosa en sang. L'obesitat condueix a diabetis tipus 2. Aquest tipus de diabetis i la de tipus 1 descontrolada produeixen un efecte d'acceleració de l'envelliment a causa dels efectes esmentats. Podria haver-hi un continu entre la RC i la Síndrome metabòlica.
En examinar la restricció calòrica amb nutrició òptima s'observa que amb el mateix aliment i un valor nutricional igual hi ha una proporció més alta de nutrients a calories. Això podria conduir a un nivell més ideal de nutrients essencials i beneficiosos en l'organisme. Molts nutrients poden donar-se en major quantitat de la necessària sense efectes adversos mentre es trobin en equilibri i no sobrepassin la capacitat de l'organisme d'emmagatzemar-i fer-los circular. Molts nutrients produeixen efectes protectors com antioxidants i es poden trobar a nivells majors en el cos perquè hauria també nivells menors de radicals lliures a causa del descens de la ingesta calòrica.
La restricció calòrica amb nutrició òptima encara no ha estat comparada amb l'excés calòric en les mateixes nutricions. Podria ser que amb calories extra, la nutrició augmentaria de manera similar a proporcions comparables a les de la restricció calòrica produint beneficis similars.
Els nivells de necessitats calòriques podrien estar esbiaixats i no reflectir les d'individus sedentaris. La restricció calòrica podria consistir més a adaptar la dieta a les necessitats corporals.
Encara que es podria ajustar l'envelliment al concepte de l'acumulació de dany, la verificació que els radicals lliures participen en la senyalització intracel·lular ha fet que l'equiparació dels seus efectes amb un simple "dany" sigui més problemàtica del que s'acostumava en els últims anys.